# Christoph 20
Christoph 20 ist der Funkrufname eines Rettungshubschraubers (RTH), der die Notarztversorgung für das nordöstliche Bayern und Teile Thüringens sicherstellt. Stationiert ist der vom ADAC betriebene Hubschrauber am Flugplatz Bayreuth. 
Der ADAC hat 1981 zunächst einen Rettungshubschrauber vom Typ Bölkow Bo 105 in Bayreuth stationiert, der im August 2002 vom Typ  EC 135 abgelöst wurde. Es war die erste Maschine dieses Typs in der Flotte des ADAC, die mit dem Partikelfiltersystem IBF (Inlet Barrier Filter) ausgerüstet wurde. Dies reduzierte den Verschleiß der Triebwerke und somit auch die Wartungskosten erheblich. Mittlerweile sind alle EC 135 des ADAC mit dem IBF-System ausgerüstet.
Bis Februar 2022 war der Hubschrauber am Klinikum Bayreuth stationiert. Aktuell befindet sich seine Basis am Flugplatz Bayreuth.

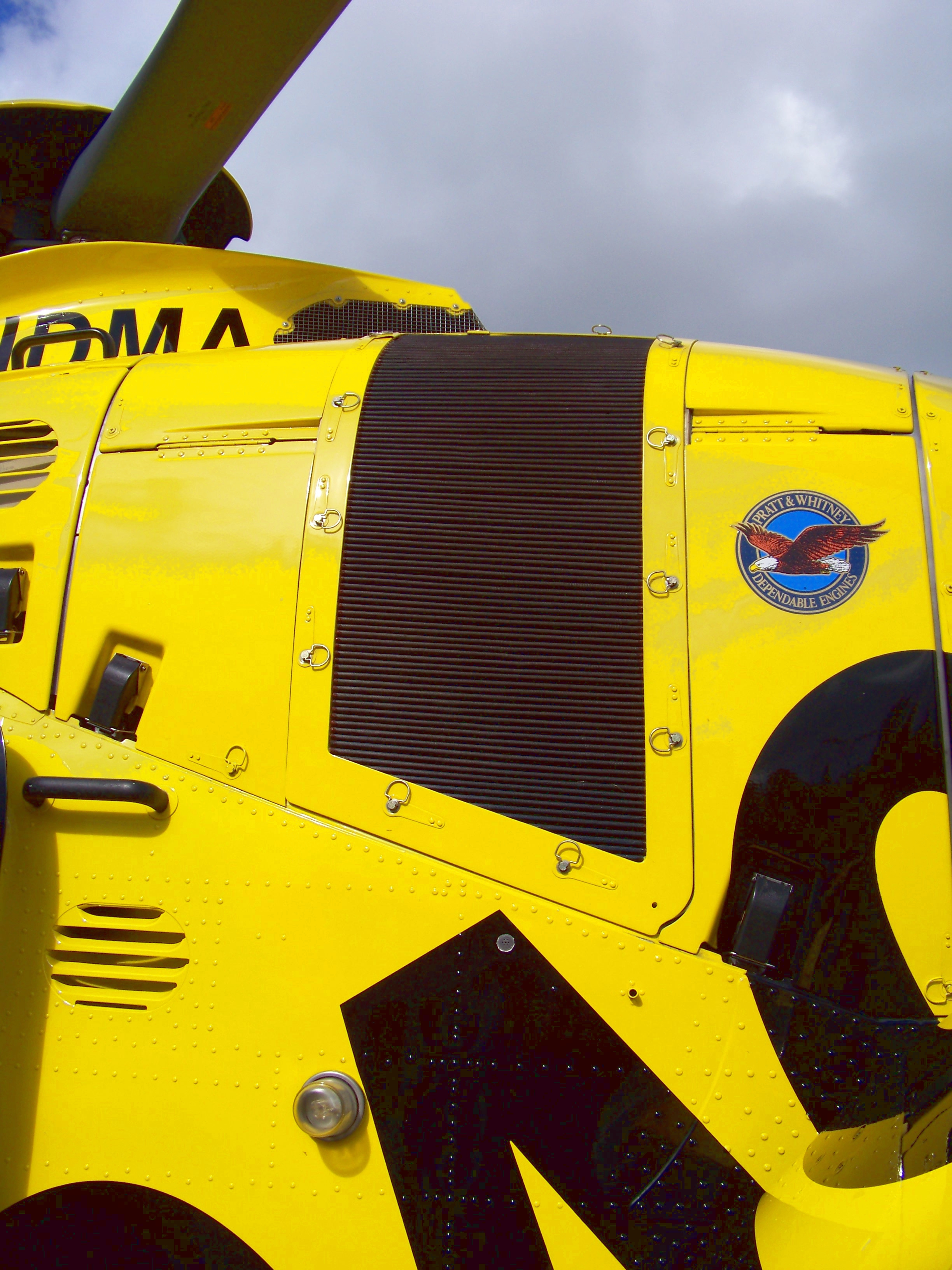
Das IBF-System aus der Nähe

## Geschichte
Nachdem der ADAC mit Christoph 1 die Ära der Luftrettung eingeleitet hatte, wurde durch das Bundesministerium des Innern begonnen, ein flächendeckendes Netz mit 18 Rettungshubschraubern aufzubauen. 1981 war Christoph 20 nach Christoph 1 aus München der erste RTH, der auf Initiative des ADAC beschafft wurde.

## Einsatzbereich und Einsätze
Christoph 20 versorgt neben dem Leitstellenbereich Bayreuth auch die Leitstellenbereiche Coburg und Hof (ILS Hochfranken). Neben Rettungseinsätzen bei Verkehrsunfällen wird Christoph 20 auch für internistische Notfälle oder dringliche Verlegungsflüge eingesetzt. 2003 flog Christoph 20 in 60 % der Einsätze zu internistischen oder neurologischen Notfällen. In nur 15 % wurde der RTH bei schweren Verkehrsunfällen gerufen, der Rest der Einsätze konnte als Fehlalarmierungen oder als Verlegungsflüge verbucht werden.
2004 war Christoph 20 mit 1755 Einsätzen einer der meistgeforderten Rettungshubschrauber in Deutschland.

## Besatzung
Die Besatzung von Christoph 20 besteht aus drei Personen:
- Pilot,
- Notarzt und
- Notfallsanitäter (HEMS-TC)

Die Piloten werden von der ADAC Luftrettung GmbH (München) gestellt. Die Notärzte arbeiten normalerweise im Klinikum Bayreuth in den Fachdisziplinen Anästhesie, Chirurgie oder Innere Medizin. Die Notfallsanitäter werden vom Bayerischen Roten Kreuz, Kreisverband Bayreuth gestellt, mit dem der Betreiber ADAC Luftrettung gGmbH eine Partnerschaft pflegt. Notfallsanitäter, welche auf dem Christoph 20 eingesetzt werden, verfügen neben ihrer eigentlichen Ausbildung über eine Weiterbildung zum HEMS-TC, welche sie zum Einsatz in der Luftrettung befähigt. Die Notfallsanitäter arbeiten normalerweise im bodengebundenen Rettungsdienst, fliegen jedoch in regelmäßigen Abständen auf dem Hubschrauber.

## Besondere Ereignisse
Am Sonntag, dem 6. Juni 1982 um 6:44 Uhr stürzte Christoph 20 ein halbes Jahr nach der Inbetriebnahme ab, wobei drei Menschen getötet wurden. Der betrunkene Pilot war an diesem frühen Sonntagmorgen, außerhalb der Dienstzeit, zu einem Betankungsflug gestartet und hatte dazu zwei Bekannte mitgenommen. Beim Tiefflug über den Oschenberg nahe Bayreuth berührten die Rotorblätter den Boden; der Hubschrauber wurde völlig zerstört.